# Нана (фильм, 2011)
«Нана» (фр. Nana) — французский художественный фильм 2011 года. Драма. Дебют режиссера Валери Массадян. Один из лучших дебютных фильмов 2011 года.

## О фильме
Фильм «Нана» стал режиссерским дебютом Валери Массадян, которая до этого занималась фотографией. В 2011—2012 годах фильм «Нана» участвует в ряде международных кинофестивалей, где удостаивается ряда наград и премий. На фестивале в Локарно фильм победил в номинации лучший дебют.  На Ереванском международном кинофестивале «Золотой абрикос 2012» картина в номинации «Армянская панорама», получает второй приз Серебряный абрикос. По признанию режиссера весь фильм это импровизация актеров, а сценарий как таковой был написан весьма сжато, и главной целью для обеспечения финансирования. Говоря про фильм, Валери Массадян отмечала: 

Я хотела, чтобы фильм был снят в местах подобных тем, откуда я родом. В деревне, где ребенок защищен не больше чем дети в городах. Дети, которые растут в сельских районах узнают о жизни больше, чем дети в городах. Кроме этого, я хотела снять землю и людей которые живут и работают там. Для них всех, в отличие от городских жителей, еще есть чувство общности, что очень важно для меня

## Сюжет
Сюжет фильма разворачивается вокруг маленькой 4-летней деревенской девочки по имени Нана, которая живет со своей мамой на свиноферме своего деда.

## Актёры и роли
- Келина Лекомте — Нана
- Мари Дельмас — Мама
- Ален Сабрас — дедушка

## Отзывы
Критиками фильм был встречен положительно. Обозреватель «Нью-Йорк Таймс» Жанетта Кацулис, подводя итог своей рецензии, отмечает:

Сквозь тишину ее камеры и гибкость восприятия, она превращает обычную историю в насыщенный портрет непорочности, балансирующий на грани понимания

## Награды
- 2012 — Серебряный абрикос (второй приз) в номинации «Армянская панорама» на Ереванском международном кинофестивале «Золотой абрикос 2012»
- 2011 — приз за лучший дебютный фильм (кинофестиваль в Локарно)